# Eken Cup
Eken Cup spelas under fyra dagar (tre dagar from 2022) varje år i juni på det stora sportfältet i Gubbängen - Gubbängsfältet. Eken Cup är världens största handbollsturnering som spelas på gräsunderlag. 640 lag i alla åldersklasser var med och spelade i 2006 års turnering, som spelades 16-20 juni.  Tanken med Eken Cup när turneringen startades 1976 var dels att Stockholm skulle få en utomhusturnering och dels att handbollsungdomarna skulle få sysselsättning första lediga helgen på sommarlovet.
Arrangörer av Eken Cup är föreningen Eken Cup vars medlemmar består av handbollsföreningarna GT Söder, HK Cliff och AIK Handboll. 2022 spelades turneringen för 45:e gången efter två års uppehåll pga pandemin.